# Tico-tico-de-cabeça-amarela
Tico-tico-de-cabeça-amarela  (Atlapetes flaviceps) é uma espécie de ave da família Fringillidae.
É endémica da Colômbia.
Os seus habitats naturais são regiões subtropicais ou tropicais húmidas de alta altitude e terras aráveis.
Está ameaçada por perda de habitat.